# Калуйитука, Дьоко
Але́н Дьоко́ Калуйитука́ (фр. Alain Dioko Kaluyituka; родился 2 января 1987, Киншаса, Заир) — конголезский футболист, нападающий. Выступал за сборную ДР Конго.

## Карьера

### Клубная
Первым клубом для Дьоко стала «Вита» из Киншасы, за неё он играл с 2004 по 2006 год, после чего перешёл в «ТП Мазембе». Вместе с «Мазембе» он выиграл Лигу чемпионов КАФ в 2009 году, став лучшим бомбардиром в розыгрыше Лиги чемпионов того сезона, забив 8 мячей, также он выиграл и следующий розыгрыш Лиги чемпионов Африки в 2010 году, при этом снова забив 8 мячей, но в этот раз уступив первое место нигерийскому нападающему Майклу Энерамо.
Осенью 2011 года подписал контракт с катарским клубом «Аль-Ахли» из Дохи.

### В сборной
Является футболистом сборной ДР Конго, всего принял участие в 30 матчах и забил 9 голов.
Статистика выступлений за сборную:
| Сезон | Сыграно матчей              | Голы |
| ----- | --------------------------- | ---- |
| 2011  | 2                           | 1    |
| 2010  | 3                           | 0    |
| 2009  | 1                           | 2    |
| 2008  | не участвовал               | 0    |
| 2007  | 2 + 1 (на замену)           | 0    |
| 2006  | 1                           | 0    |
| 2005  | 0 (1 раз выходил на замену) | 0    |
| 2004  | 5 + 1 (на замену)           | 1    |